# Saint Georges et le Dragon (Maarten de Vos)
Pour les œuvres du même nom, voir Saint Georges et le Dragon.
Saint Georges et le Dragon est une œuvre picturale de l'artiste flamand Maarten de Vos. Créée entre 1531 et 1603, elle représente la bataille légendaire entre saint Georges et le dragon pour sauver une demoiselle, popularisée au Moyen Âge par La Légende dorée de Jacques de Voragine. Les deux panneaux connus sont conservés au musée Soumaya de Mexico.

## Sujet
L'œuvre représente l'histoire consignée par Jacques de Voragine dans La Légende dorée, dans laquelle saint Georges sauve une jeune fille, fille d'un roi libyen, qui avait été capturée par un dragon.

## Description
L'œuvre se compose de deux tableaux de mêmes dimensions, qui semblent être les extrémités de ce qui devait à l'origine être un triptyque.
Dans la scène du tableau de droite, saint Georges, représenté en cavalier sur un cheval caparaçonné au galop, porte une armure complète et tient une longue lance à la main. L'arrière-plan est un paysage profond avec des rochers, une rivière, un pont et des massifs boisés.
Dans la scène du tableau de gauche, le dragon, au premier plan, a la tête transpercée par le bout de la lance du saint. Au second plan, la princesse admire la scène du tableau de droite, à demi agenouillée, dans une attitude de recueillement. Elle tient un agneau en laisse en signe de chasteté ; derrière elle, un bâtiment, d'où les parents de la jeune fille admirent les exploits du saint chevalier. Volant au-dessus de la princesse, l'archange Gabriel tient un bouclier avec la croix de Malte et une couronne de laurier pour le vainqueur et, plus haut, presque dissous dans la lumière de la gloire, Dieu le Père, ou le Christ, apparaît bénissant la scène. Au fond du paysage, aux lointains bleutés, on distingue un palais.
Dans la composition des deux panneaux, Maarten de Vos peint des visages ronds et rougissants pour la princesse et l'ange. Au loin, le paysage délicat, avec son architecture classique, semble en partie coïncider avec certaines gravures de son contemporain Vredeman de Vries, et apparaît également dans plusieurs de ses compositions.

## Style
Dans ses œuvres, Maarten de Vos fait preuve d'un mélange de maniérisme et de réalisme. Comme dans d'autres tableaux, il utilise les paysages de Venise comme arrière-plans. Il fait usage de l'azurite, largement utilisée dans l'art maniériste.